# Crisostomo di Smirne
Crisostomo, al secolo Chrysostomos Kalafatis (Triglia, 8 gennaio 1867 – Smirne, 27 agosto 1922), è stato l'ultimo metropolita ortodosso della città di Smirne.

## Biografia
Figlio di Nikolaos Kalafatis e Kalliopi Lemonidou, nacque nel 1867 a Triglia di Bitinia sul Mar di Marmara. Seguì gli studi religiosi a Costantinopoli, alla Scuola Teologica di Halki. Successivamente Chrysostomos assunse la prestigiosa carica di Grande Protosincello del Patriarcato ecumenico e in questa veste presiedette una commissione mista tra ortodossi e anglicani riunita per discutere sull'unità delle due chiese.
Nel 1901 venne nominato metropolita di Drama, città della Macedonia, in Grecia settentrionale, all'epoca ancora sotto il dominio ottomano. Il giorno della sua ordinazione pronunciò la frase: Servirò la Chiesa e la Nazione con tutto il cuore e la mente. Se la Mitra che le tue sante mani hanno poggiato sulla mia testa dovesse un giorno perdere le sue pietre preziose, si trasformerà in una corona di spine di un prelato martire. Il suo mandato a Drama durò fino al 1910. In questo periodo, malgrado le difficoltà affrontate per l'azione terroristica dei komitatzìdes bulgari, riuscì a edificare, tra l'altro, scuole, case popolari per i lavoratori del tabacco, orfanotrofi e un ospedale nella sua sede episcopale.
Nel 1910 fu nominato metropolita di Smirne, dove seguì in prima linea le drammatiche vicende della città, seguendo fino alla fine anche il destino dei suoi fedeli.
Crisostomo, nonostante gli avvisi di pericolo imminente per l'arrivo delle truppe turche in città e gli inviti alla fuga fatti da diverse autorità greche ed europee, decise di rimanere con il popolo greco che, disorientato, cercava una via di fuga da una città data alle fiamme.
Il 27 agosto 1922 fu arrestato dalla folla turca, riunita dal governatore Nureddin Pascià che, anche lui, non apprezzò l'influenza del vescovo. Secondo gli osservatori francesi, la folla ha sequestrato il metropolita Chrysostom e lo ha condotto un po' più in là, davanti al negozio di un parrucchiere italiano di nome Ishmael. I turchi si sono fermati e il metropolita è stato introdotto nel parrucchiere. Hanno iniziato a prenderlo a pugni, a colpirlo e a sputargli in faccia. Lo hanno pugnalato con i coltelli. Gli hanno tagliato la barba, lo hanno enucleato, gli hanno tagliato il naso e le orecchie. I soldati francesi, presenti nelle vicinanze, furono disgustati da ciò che videro e cercarono di intervenire, ma al loro comandante fu ordinato di rimanere rigorosamente neutrali. Crisostomo è stato poi portato in una piccola strada nel distretto di Iki Cheshmeli, dove alla fine è morto per le terribili ferite.
Crisostomo di Smirne, dichiarato santo dalla Chiesa di Grecia, è ricordato, assieme ai prelati Gregorio Kidonion, Ambrosio Moshonision, Prokopio Ikoniou, Efthymio di Zilon e tutti i sacerdoti e i laici morti durante la Catastrofe dell'Asia Minore, la domenica precedente la ricorrenza dell'Innalzamento della Santa Croce nel mese di settembre.

## Famiglia sopravvissuta
Al metropolita Chrysostomos sopravvissero i nipoti, tra cui Yannis Elefteriades, che assistette all'arresto e all'esecuzione di suo zio, avendo trovato rifugio al suo fianco dopo l'uccisione dei suoi genitori. Fuggito come rifugiato in Libano, dove oggi suo nipote Michel Elefteriades è un noto artista e produttore greco-libanese.